# Виноробний комбінат «Масандра»

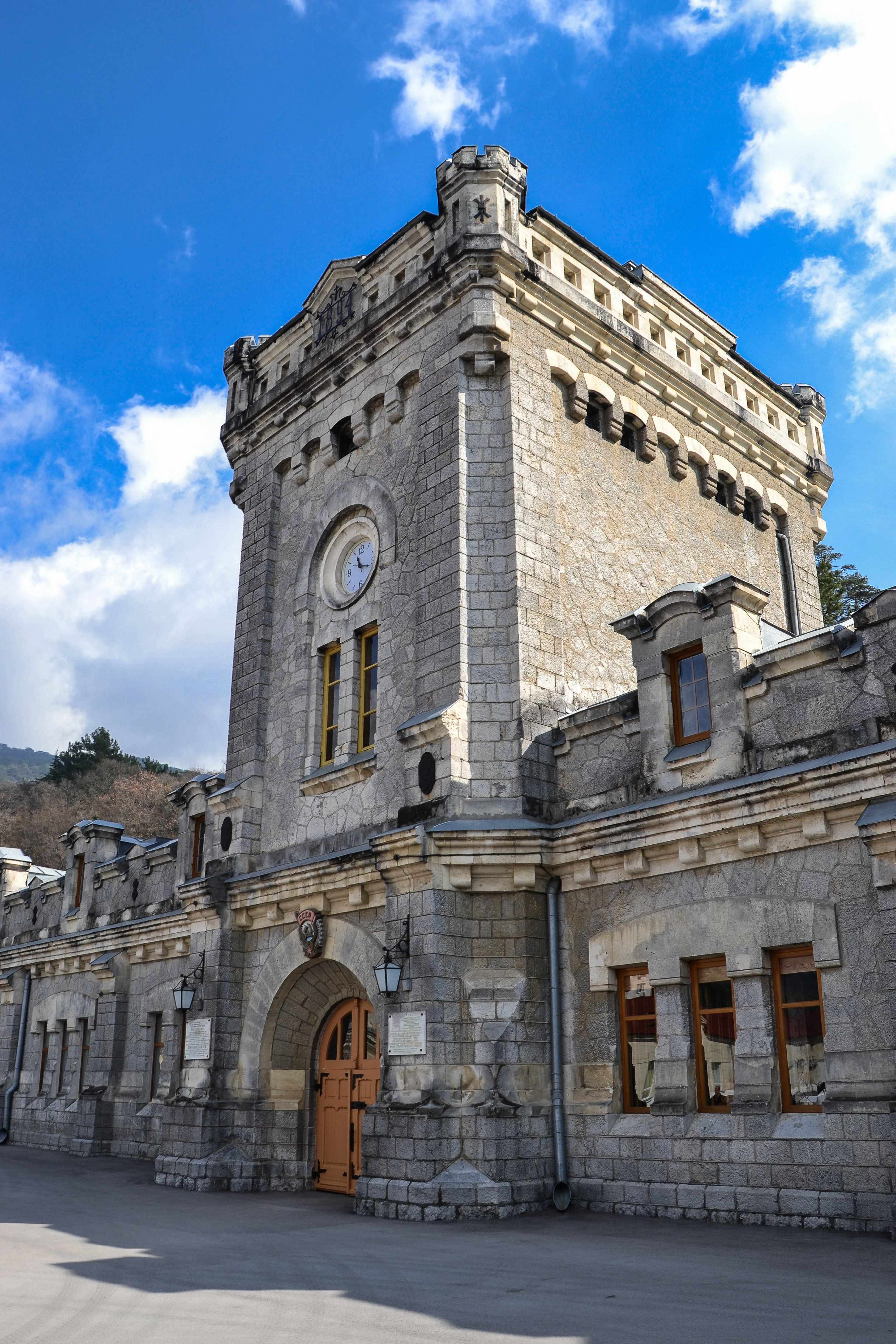
Виноробний комбінат «Масандра». Вежа головного підземного винного сховища.

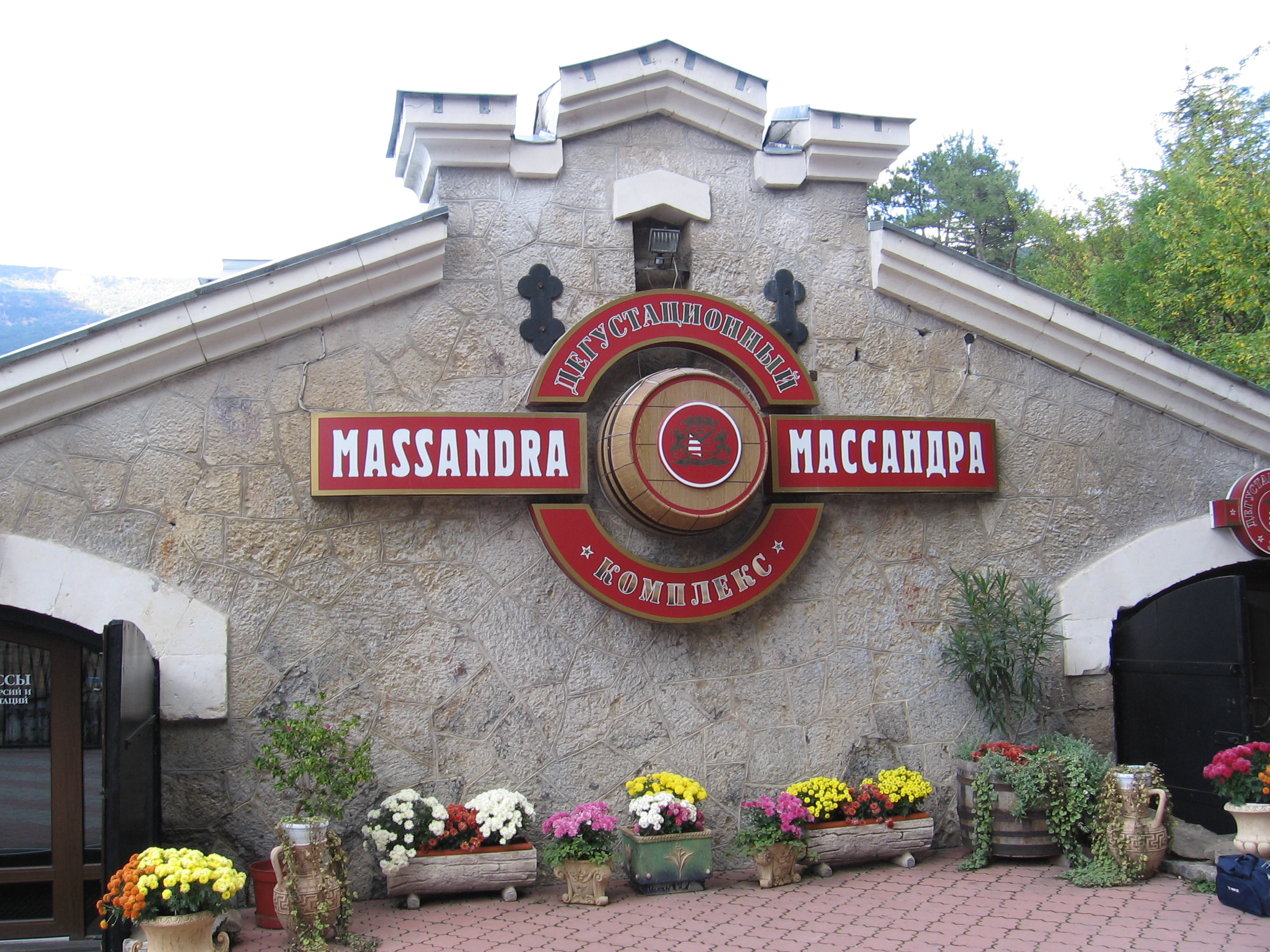
Дегустаційний комплекс.

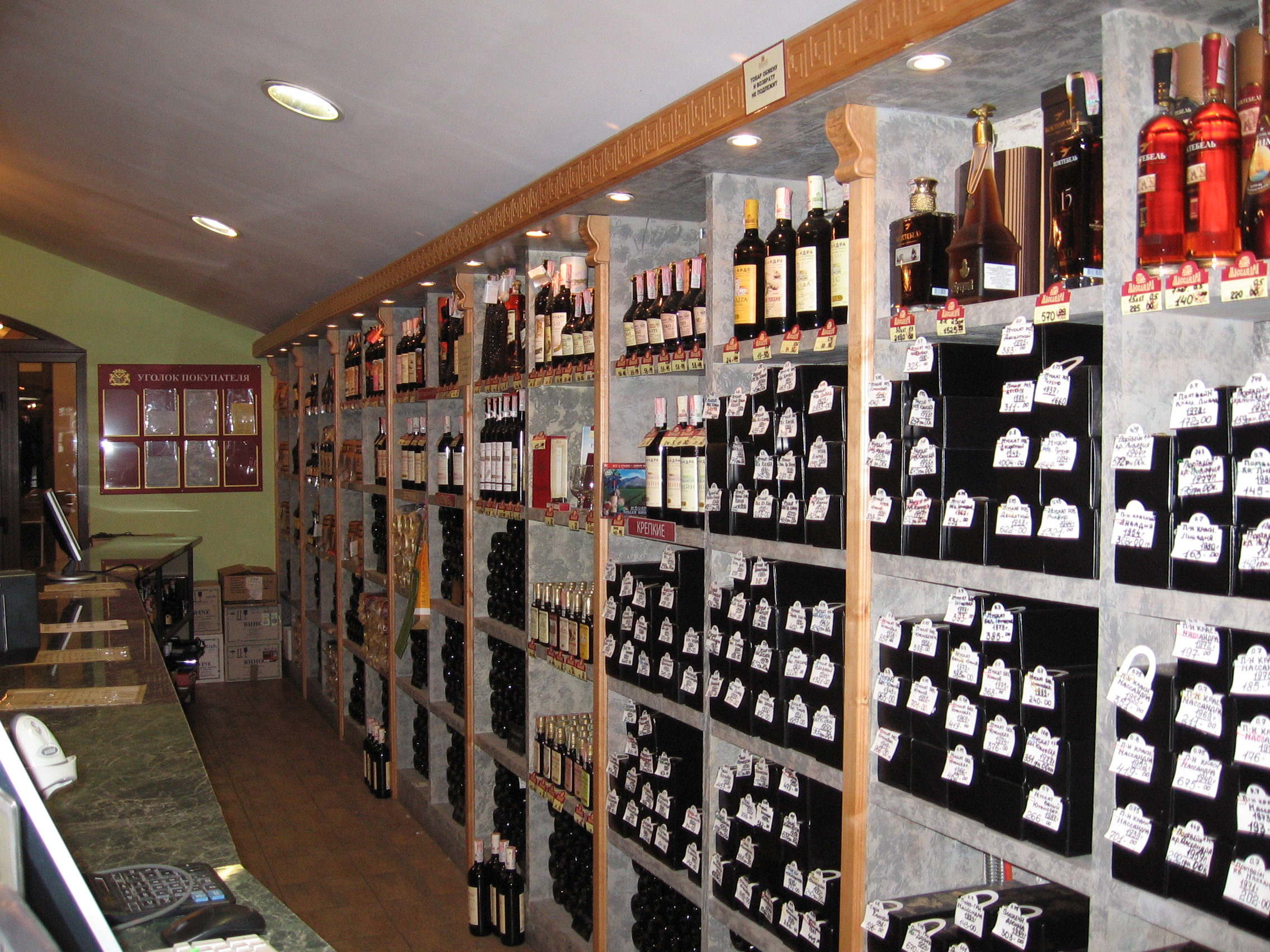
Магазин на території підприємства.

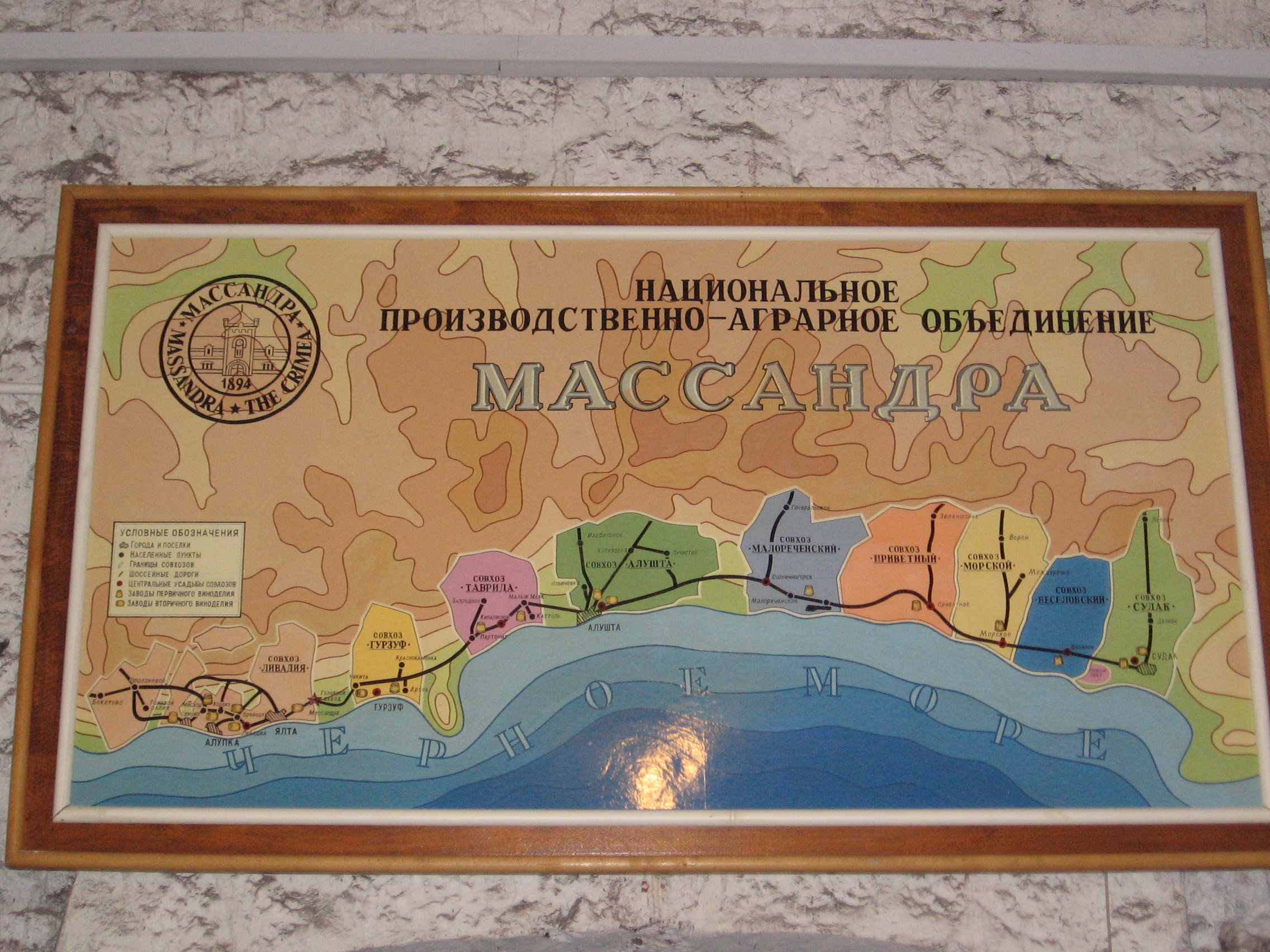
Масандра — схема розташування.

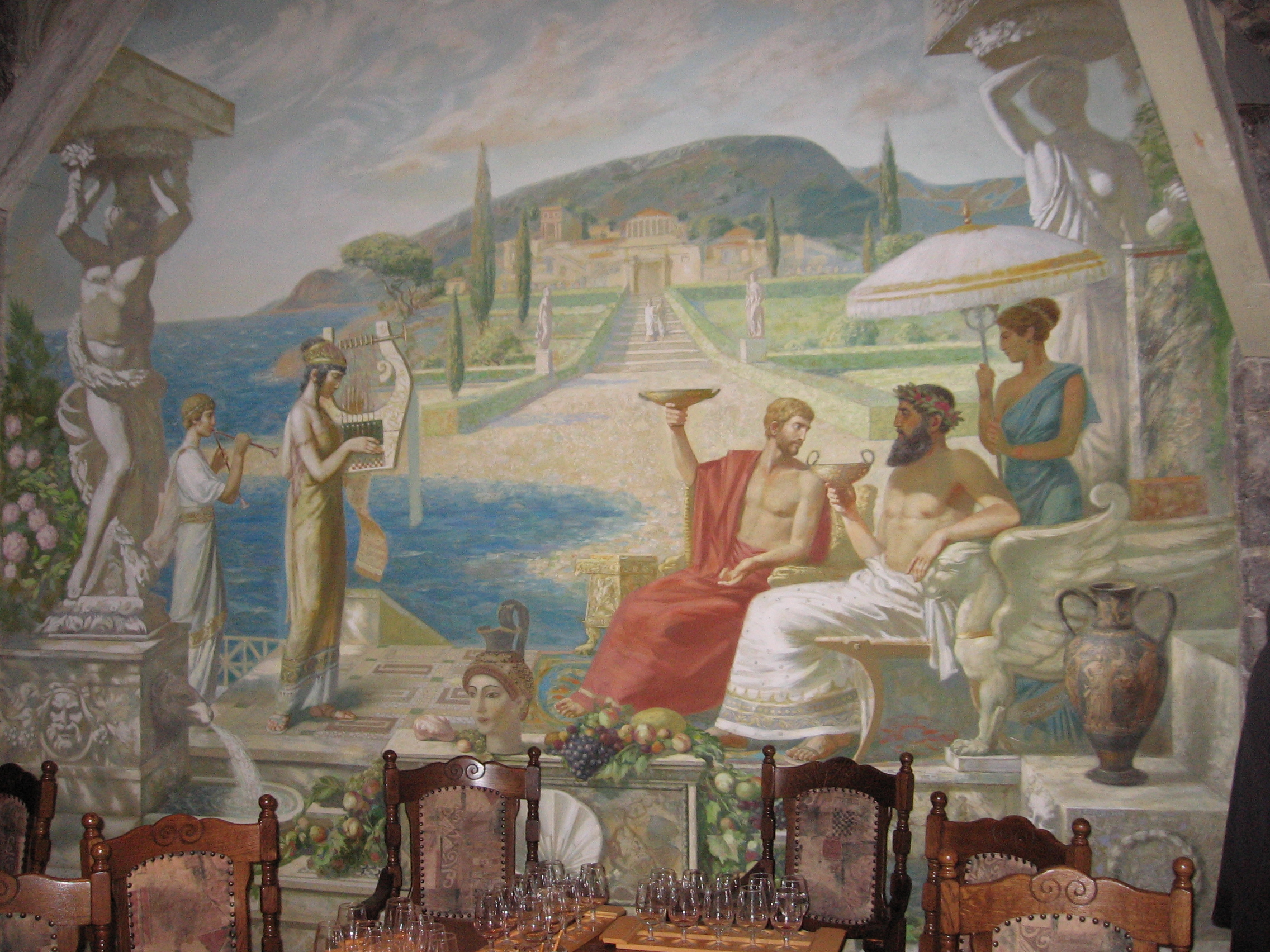

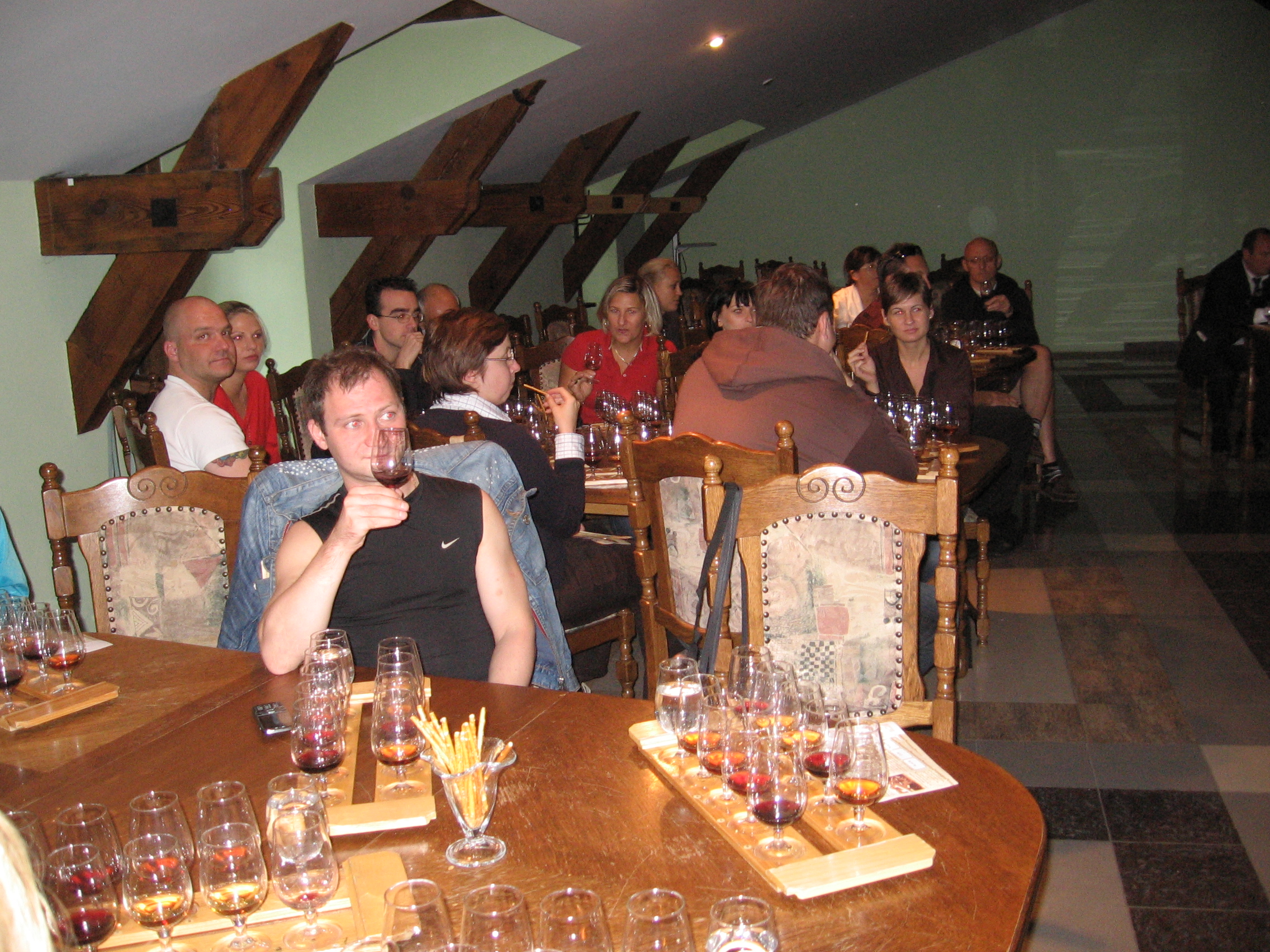
Дегустаційний зал.

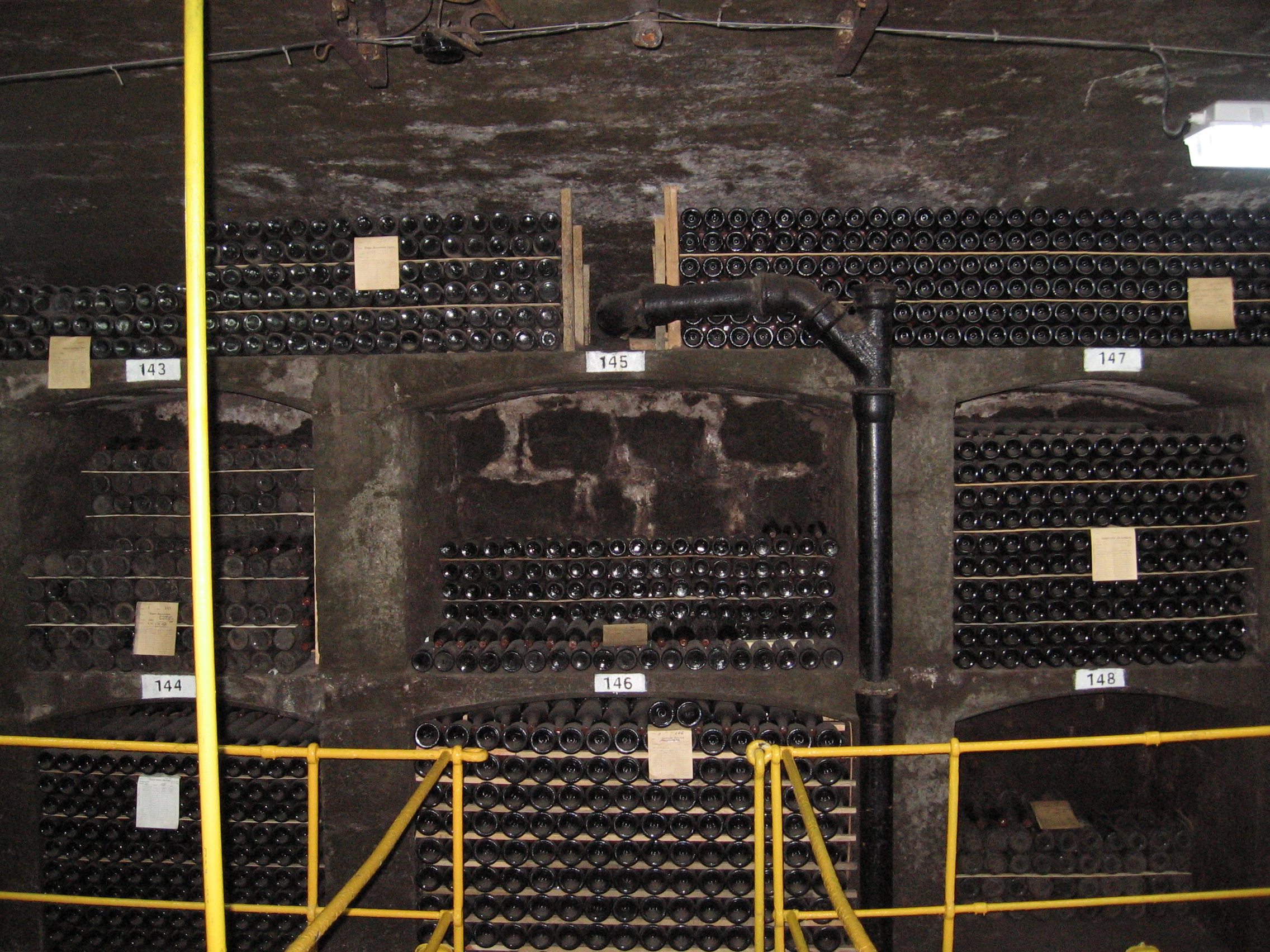
Закладка пляшок у тунелях заводу.

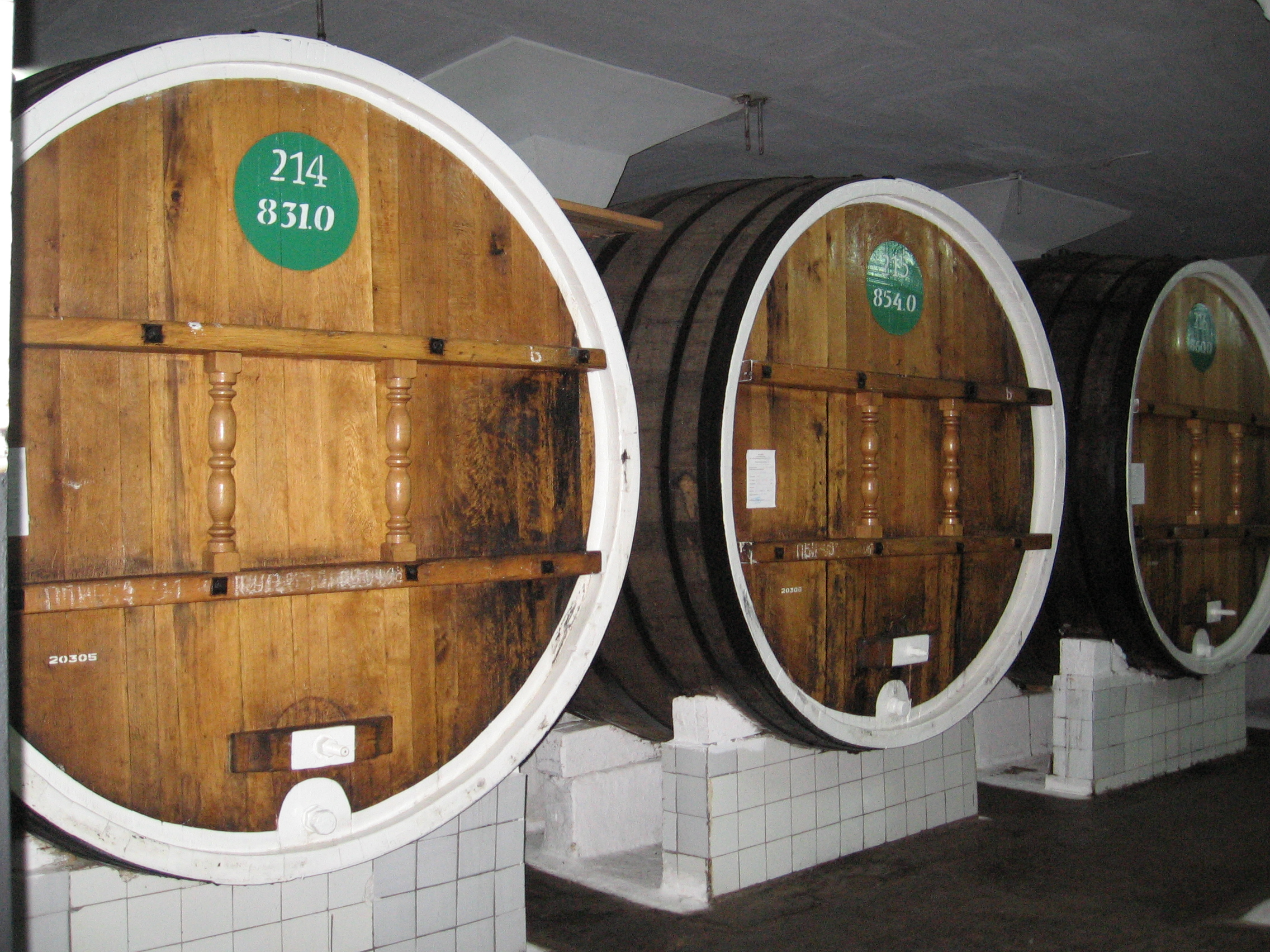
Бочки для зберігання вина в тунелях заводу.

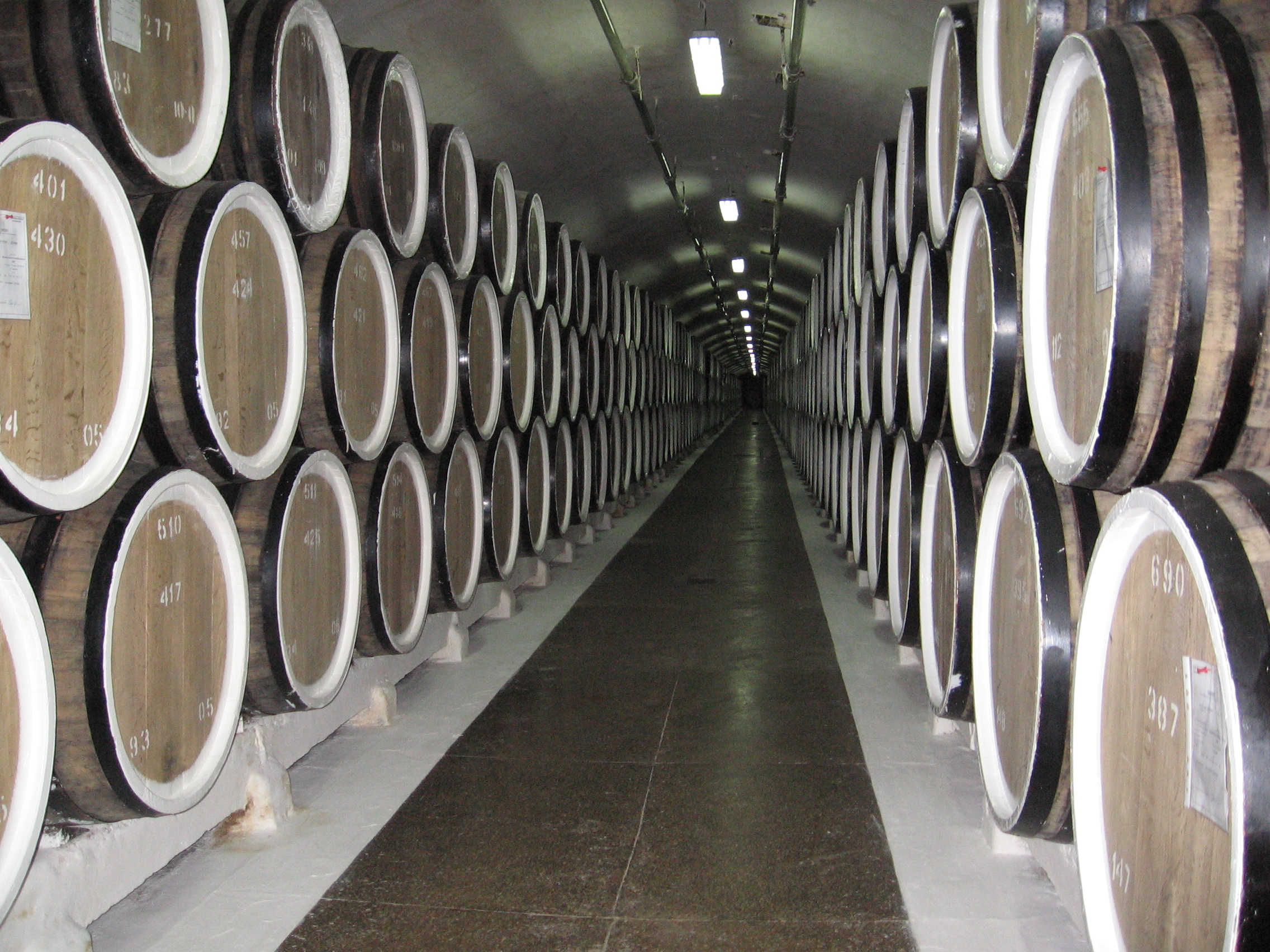
Бочки для зберігання вина в тунелях заводу.

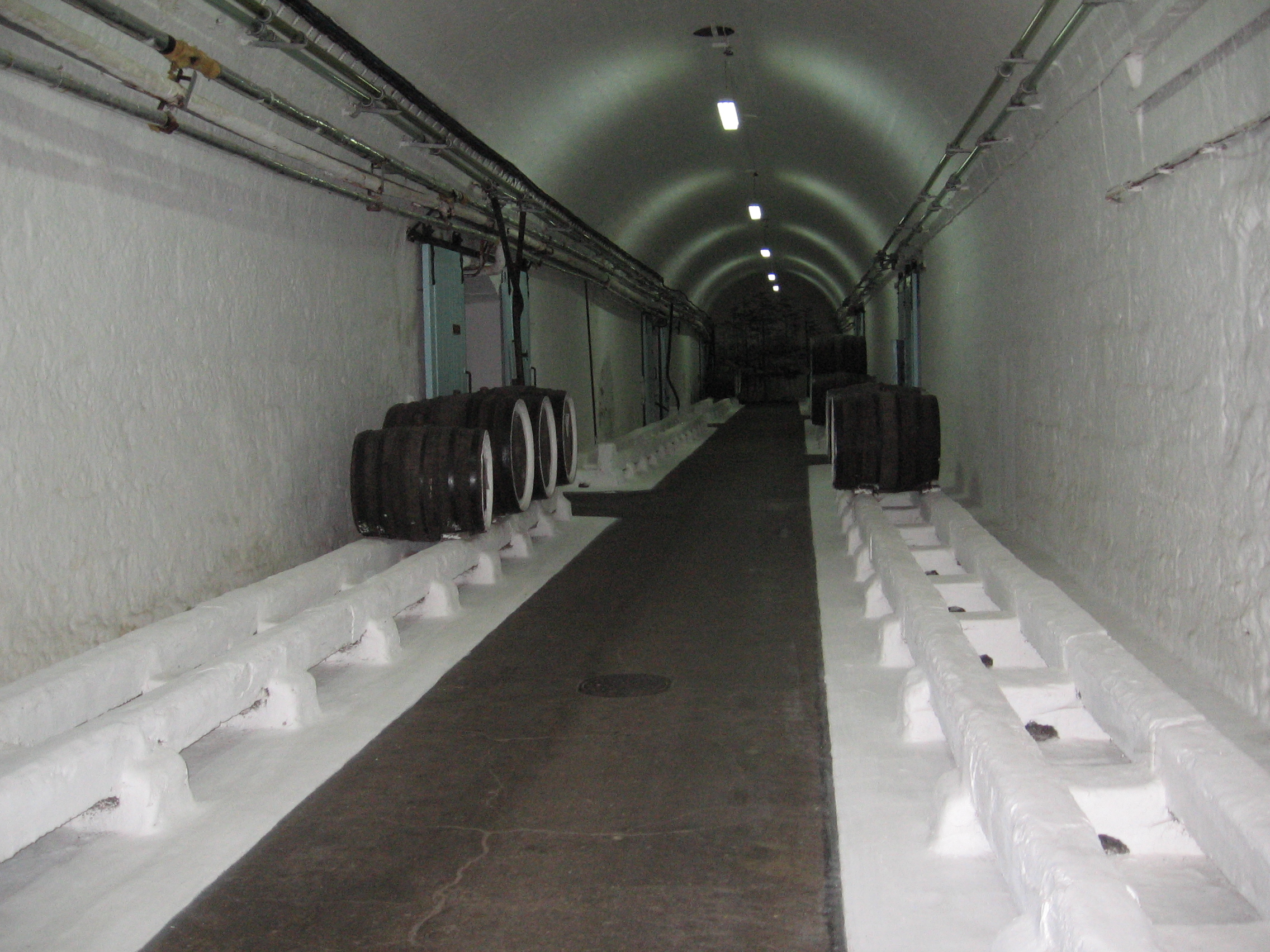
Бочки для зберігання вина в тунелях заводу.

Національне виробничо-аграрне об'єднання «Масандра» (НВАО Масандра) — виноградо-виноробний комбінат харчової промисловості України в смт Масандра на Південному березі Криму. Колекція вин Масандри (близько 1 млн пляшок) — одна з найбільших у світі і занесена в 1998 до Книги рекордів Гіннеса.
«Масандра» — одне з найбільших підприємств України та Європи з вирощування винограду та виробництва високоякісних марочних вин.
До НВАО «Масандра» входить 9 заводів первинного і вторинного виноробства та 3 самостійних заводи.
Головне підприємство НВАО Масандра — Ялтинський завод марочних вин.

## Виноробні підприємства
Основна культура — виноград.
Всього на 2012 р. вісім виноробних підприємств:
- ДП «Лівадія» (Лівадія)
- ДП «Гурзуф» (Гурзуф)
- ДП «Таврида» (Кипарисне)
- ДП «Алушта» (Алушта)
- ДП «Малоріченське» (Малоріченське)
- ДП «Привітне» (Привітне)
- ДП «Морське» (Морське)
- ДП «Судак» (Судак)

## Історія
Князь Голицин у 1892 р. призначений Головним виноробом окремого відомства в Криму і на Кавказі. Саме він заклав перший підземний завод тунельного типу для виробництва столових та десертних вин.
Масандра — найстаріше винне підземне сховище в Україні. Головний блок тунелів побудовано у 1897 р. — це 7 тунелів довжиною 150 метрів і шириною 5 метрів кожен. Тунелі розходяться віялом від центральної галереї. У них завжди зберігається температура 10—12 °C — найбільш прийнятна для витримки вина.
Під час антиалкогольної кампанії в СРСР Виноробний комбінат «Масандра» врятувало втручання українських керівників, зокрема — Щербицького В. В..

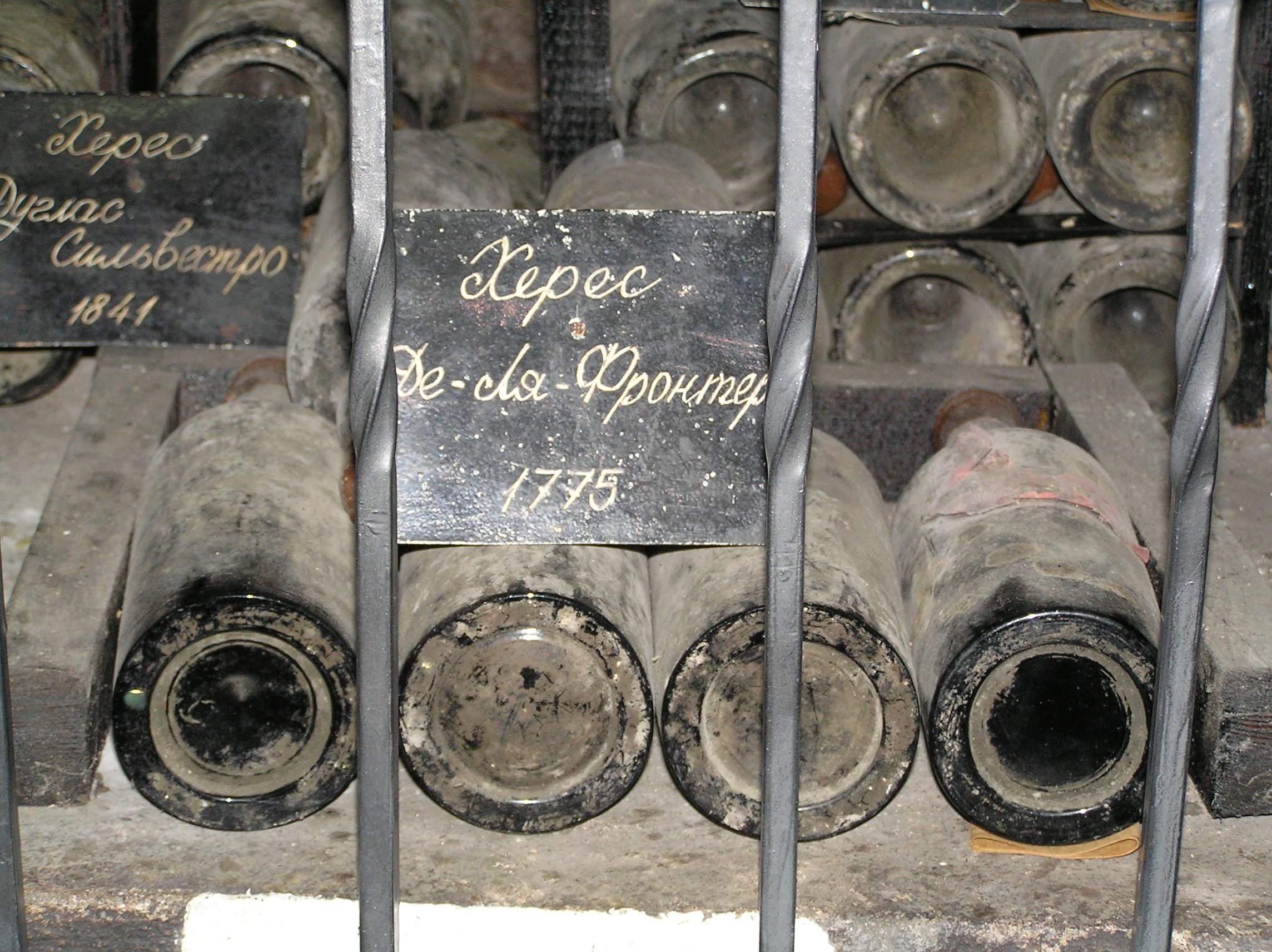
Енотека Масандри, найдорожче старе вино — Херес-де-ла-Фронтера урожаю 1775 р.

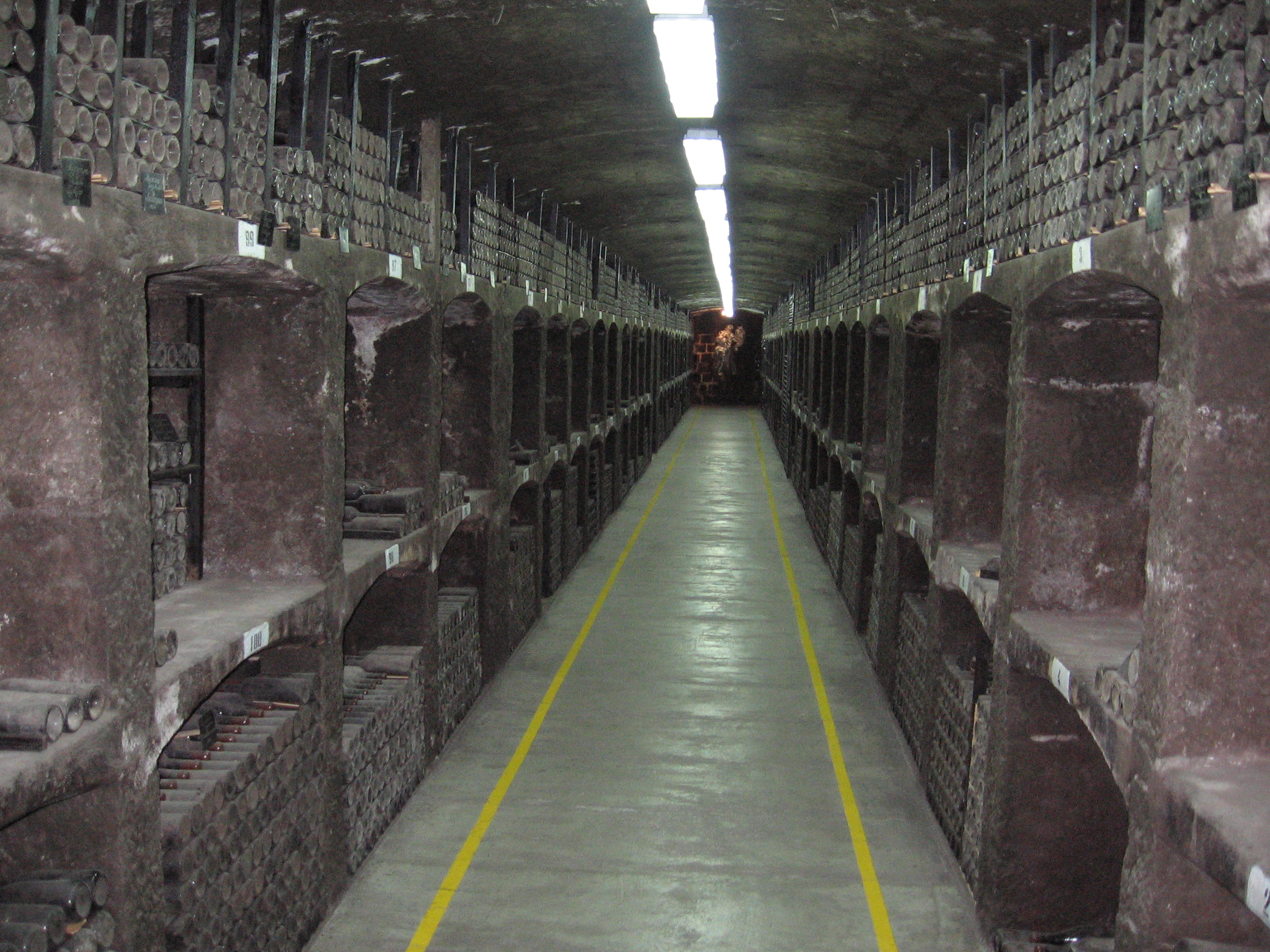
Енотека Масандри.

Після анексії Криму Росією 2014 року комбінат «Масандра» зіткнувся зі складнощами в роботі через російські норми, які відносять його продукцію до розряду «винних напоїв». Російські норми, на відміну від міжнародних, відносять до «винних напоїв» усі вина, для кріплення яких використовуються будь-які види спирту, крім виноградного. Крім того, акцизний збір на продукцію «Масандри» буде приблизно в 50 разів вище, ніж в Україні.
Після початку тимчасової окупації Криму РФ 2014 року окупаційна влада вирішила передати підприємство приватній особі, але згодом було вирішено залишити завод у власності «держави».

## Вина Масандри
До початку окупації Криму РФ виноробний комбінат «Масандра» випускав 60 марок марочних і ординарних вин. У 2006 р. вироблено 658 625 декалітрів вина, у 2009 р. — 1,5 млн дал. вин.
Щорічно розливалось близько 10 млн пляшок.

### Міцні вина
- «Ореанда херес сухий»
- «Херес Масандра»
- «Мадера Масандра»
- «Мадера Кримська»
- «Еталіта суха»
- «Поручик Голицин»
- «Портвейн білий Кримський Масандра»
- «Портвейн білий Сурож»
- «Портвейн білий Південнобережний»
- «Марсала Малорічинська»
- «Портвейн червоний Кримський Масандра»
- «Портвейн червоний Лівадія»
- «Портвейн червоний Масандра»
- «Портвейн червоний Південнобережний»

### Десертні солодкі вина
Білі:
- «Кокур десертний Сурож»
- «Мускат білий Масандра»
- «Мускат білий Південнобережний»
- «Піно-грі Масандра»
- «Піно-грі Південнобережне»
- «Сьоме небо князя Голицина»
- «Старий нектар»
- «Токай Масандра»
- «Токай Південнобережний»
- «Еталіта десертна»

Червоні:
- «Ай-Серез»
- «Алеатіко Аю-Даг»
- «Бастардо Масандра»
- «Мускат чорний Масандра»
- «Кагор Південнобережний»
- «Чорний доктор Масандра»

### Десертні лікерні вина
- «Мускат білий Червоного каменя»
- «Мускат білий Лівадія»
- «Мускат рожевий десертний»
- «Нектар Масандри»
- «Піно-грі Ай-Даніль»

### Столові сухі вина
Білі:
- «Аліготе»
- «Кокур»
- «Ркацителі»
- «Семільон Алушта»

Червоні:
- «Столове червоне Алушта»
- «Мерло»
- «Каберне»
- «Сапераві»

На комбінаті діє дегустаційний комплекс на Головному заводі Масандри під Ялтою [Архівовано 1 липня 2010 у Wayback Machine.], в Алупці [Архівовано 25 серпня 2011 у WebCite] та в Судакському відділенні [Архівовано 25 серпня 2011 у WebCite]

## Галерея

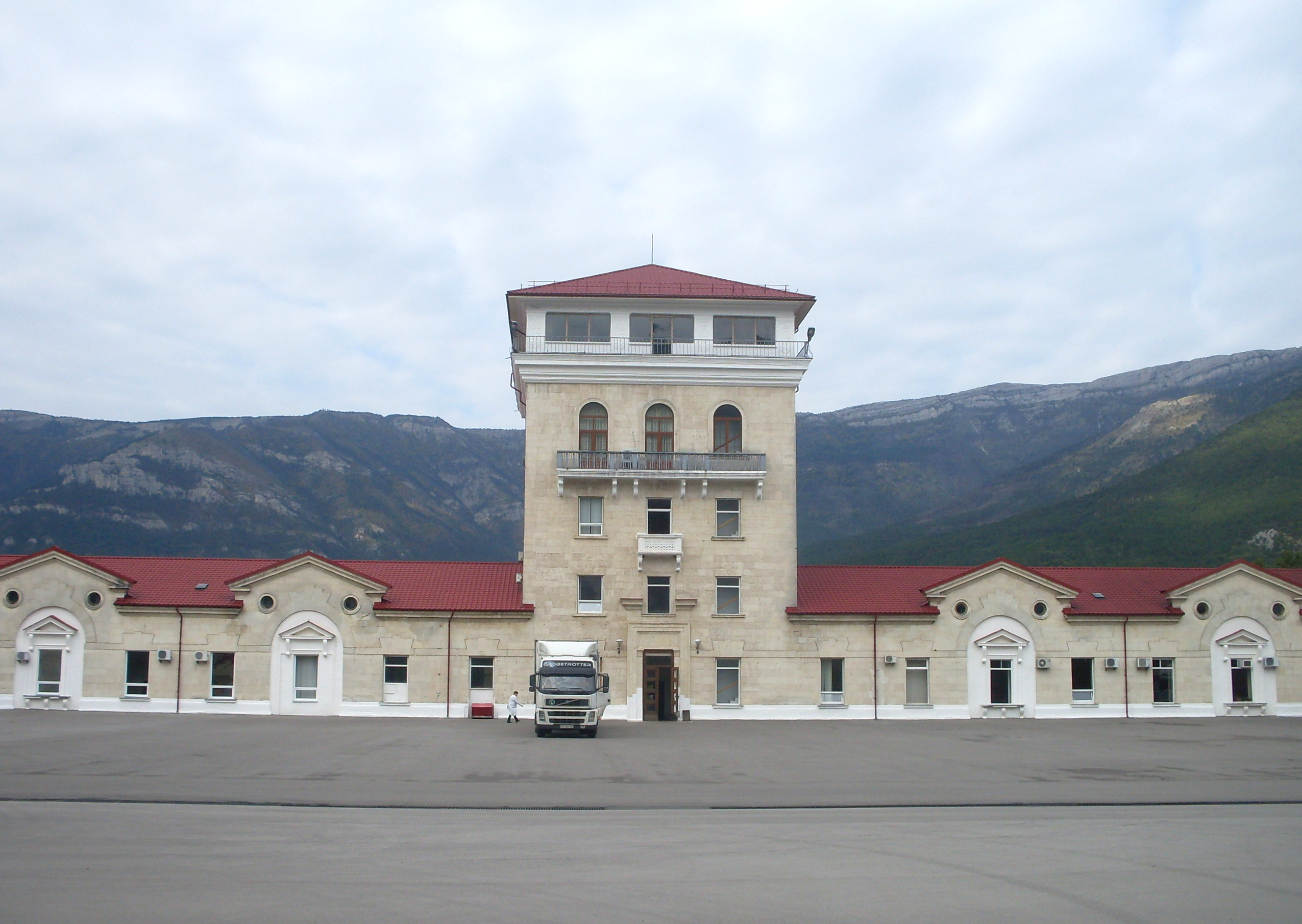
Будівля верхнього підвалу головного підприємства
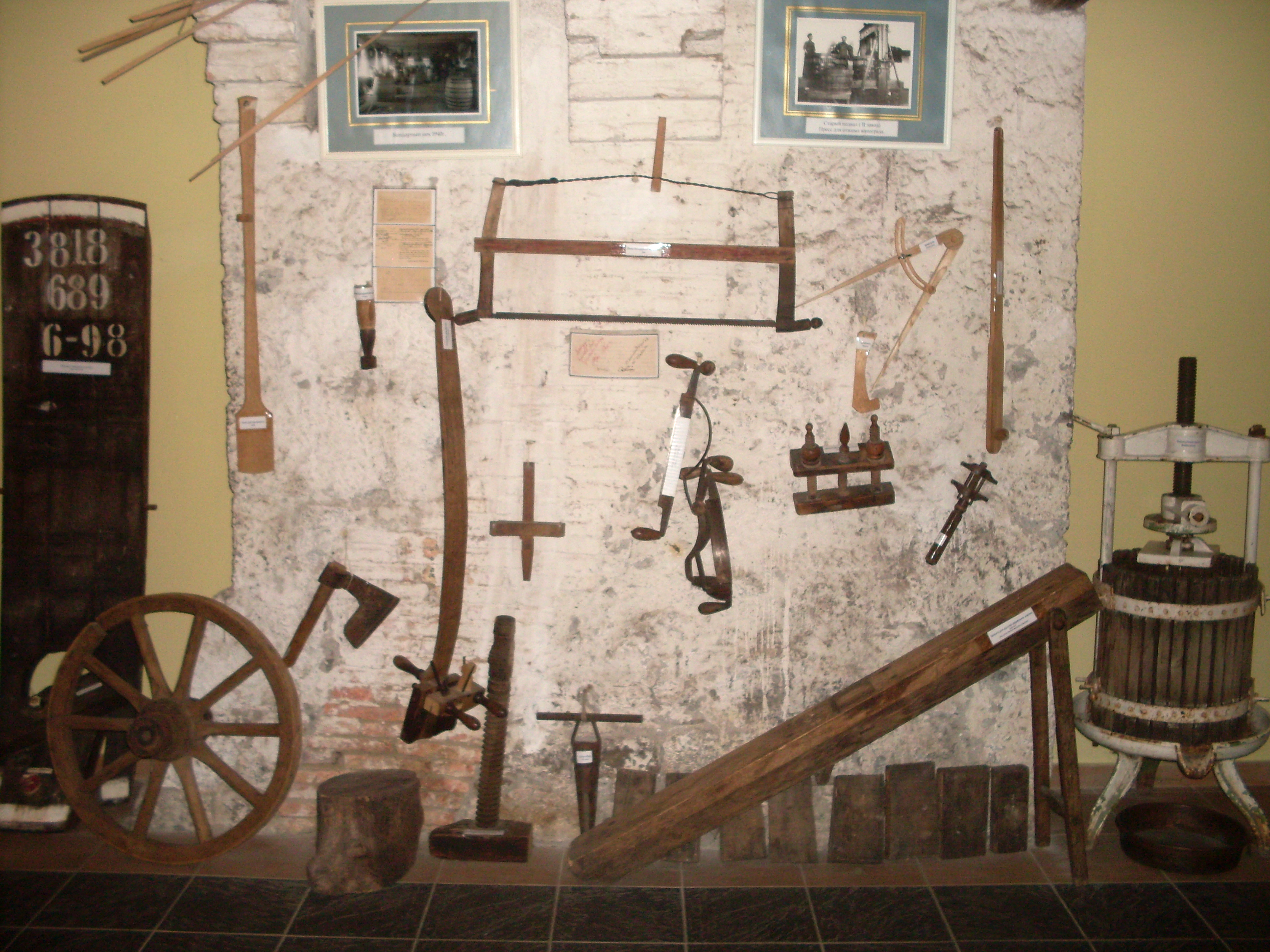
Експозиція музею
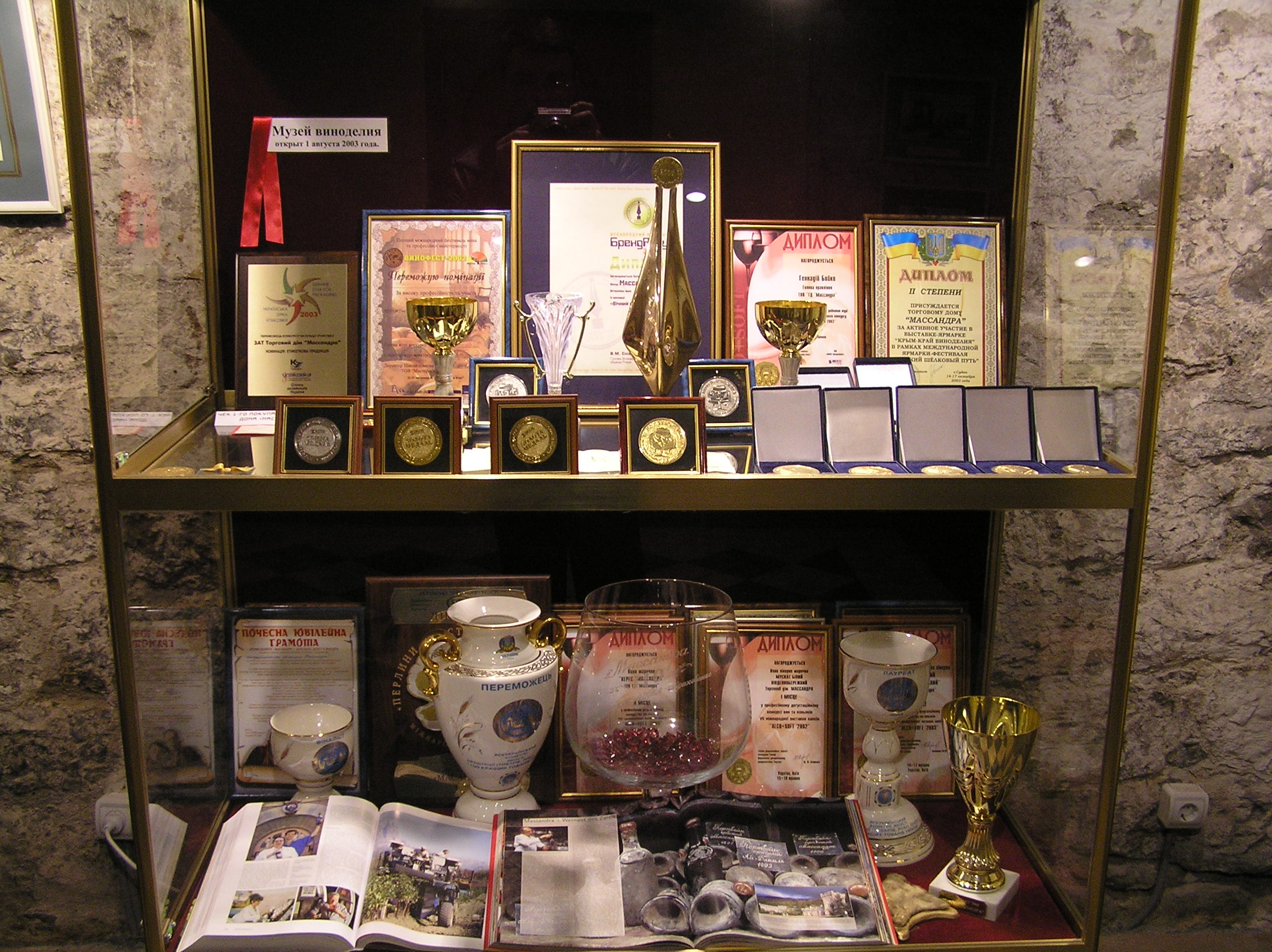
Медалі та відзнаки підприємства в музеї
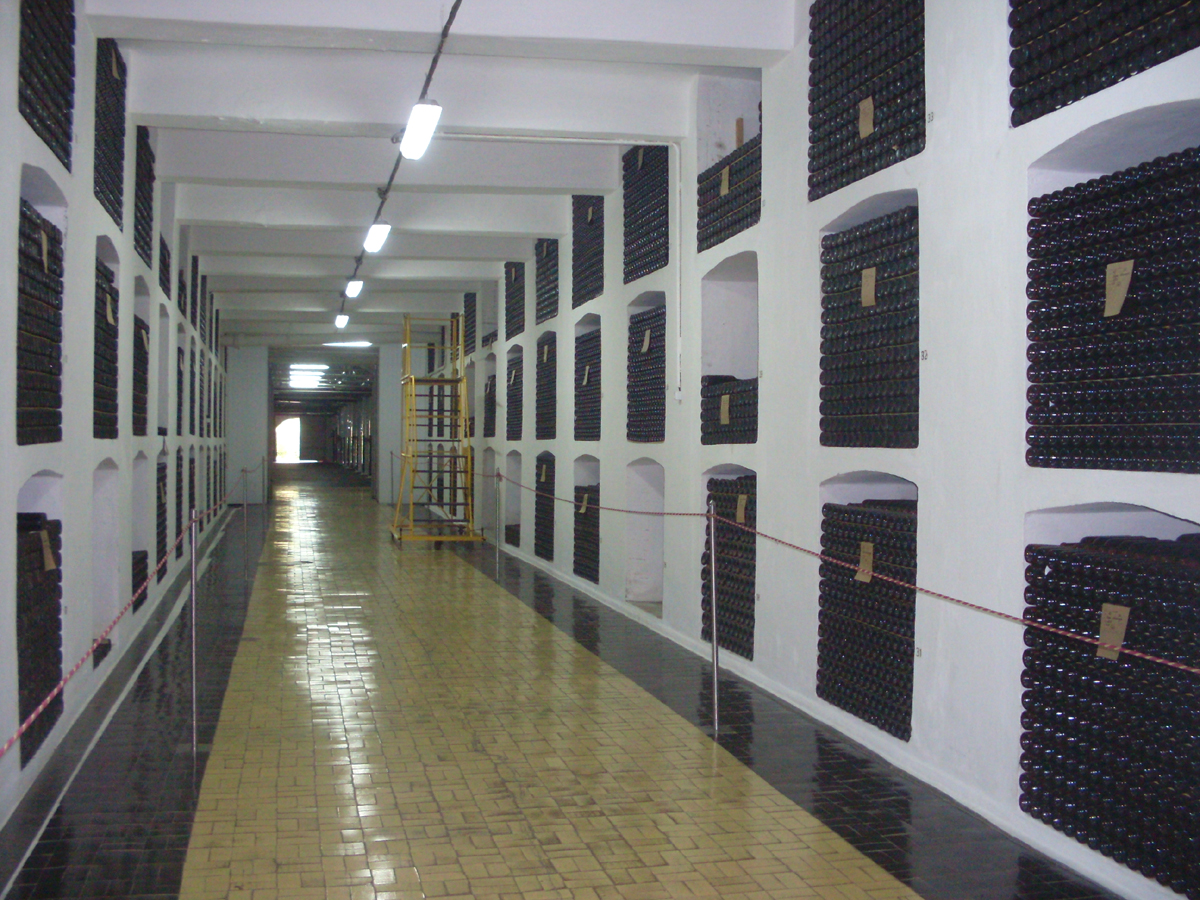
Енотека
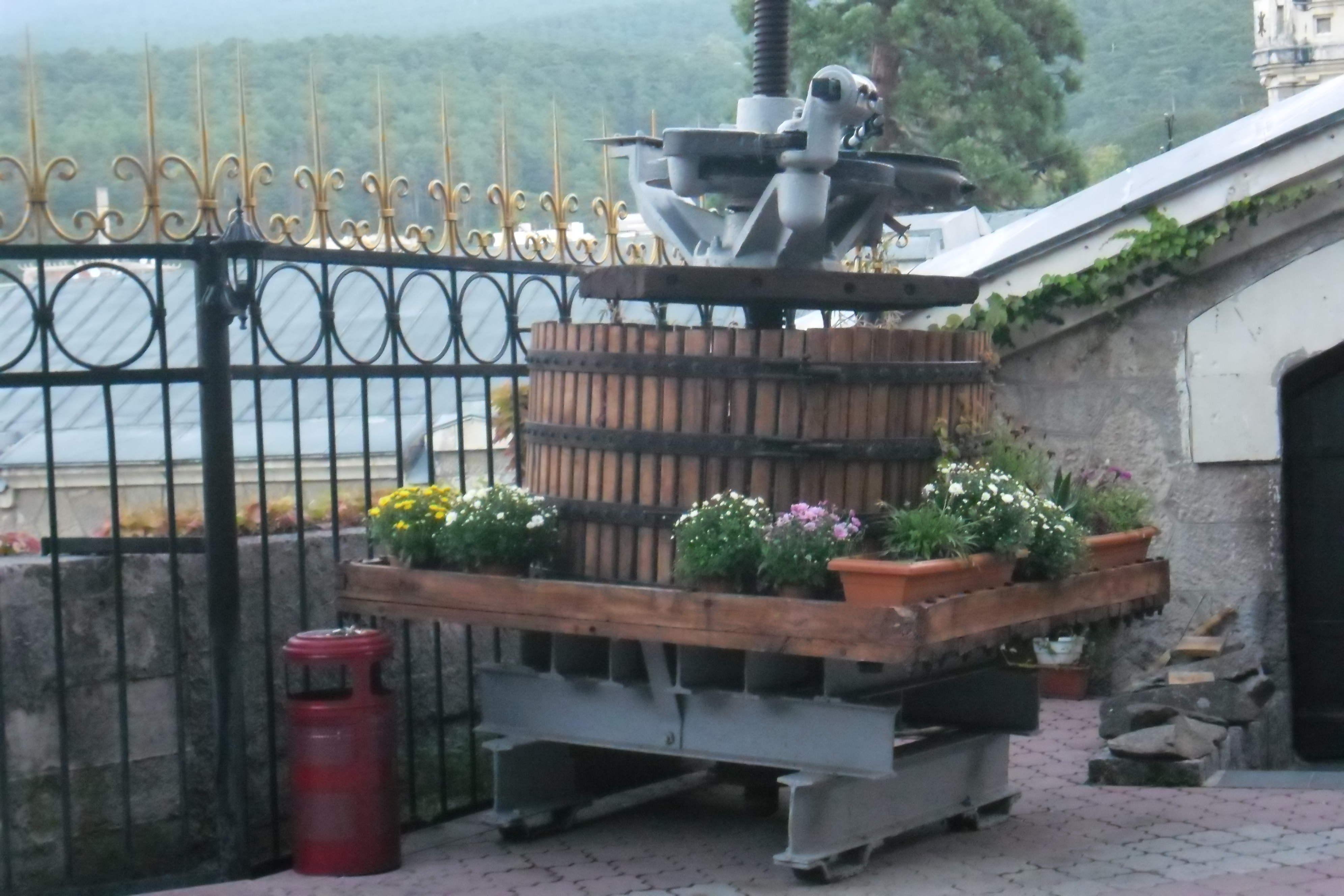
Старовинний прес